# Strategic Airlines
Strategic Airlines (France) (code OACI : STZ) était une compagnie aérienne française spécialisée dans les vols vacances (charters), filiale de la compagnie australienne du même nom. 

## Histoire
C'est en 2008 que l'Australien Michael James créait la compagnie aérienne charter Strategic Airlines basée à Victoria en Australie.
En 2009, le groupe Strategic Aviation décidait de s'étendre en Europe et de s'implanter en France en raison de sa position stratégique en Europe.
Elle obtenait son certificat de transporteur aérien (CTA) le 13 août et commençait ses activités au profit des voyagistes en octobre sur un marché laissé par la disparition d'une compagnie aérienne française New Axis Airways qui assurait des vols vers Tel Aviv au départ de Paris et Marseille et qui travaillait avec Go Voyages, Look Voyages ou Voyamar.
Après quelques mois d'activité au profit des voyagistes français, la Direction Générale de l'Aviation civile décidait de ne pas renouveler son certificat de transporteur à la suite d'une saison chaotique en raisons de nombreuses pannes, retards ou mauvaise gestion de flotte.
Le 11 juillet 2010, le vol STZ 621 de la compagnie Strategic Airlines à destination de Tenerife au départ de Lyon a certainement été le déclencheur de ce non-renouvellement du certificat de transporteur aérien CTA). Affrété par le voyagiste français Fram, le vol n'avait pu partir le samedi matin à la suite d'un problème de circuit hydraulique mais également le dimanche matin à la suite d'une fissure détectée sur le pare-brise et nécessitant son remplacement qui a de nouveau retardé le départ de l'avion. 
Les deux A320 de la compagnie sont parmi les premiers construits et avaient volé autrefois aux couleurs d'Air Inter en 1993.
Les avions de Strategic Airlines France volaient 200 heures par mois et par avion et le retrait du certificat de transporteur pouvait donc affecter les programmes des voyagistes qui avaient affrété cette compagnie.
Le groupe décidait alors de partir au Luxembourg et permettait à la compagnie d'échapper ainsi à la réglementation française en volant sous pavillon luxembourgeois tout en assurant des vols au départ de Paris pour Madère par exemple. 
Elle fut mise en faillite en octobre 2012 après la perte de son principal client, le voyagiste Olympic Holidays. 

## Le réseau
Transports de passagers non réguliers au départ de la France pour l'Europe, le bassin méditerranéen, l'Afrique et le Moyen-Orient (Israël). 

## Flotte
- 2 Airbus 320-200 immatriculés F-GSTR et F-GSTS[8].

## Galerie photographique

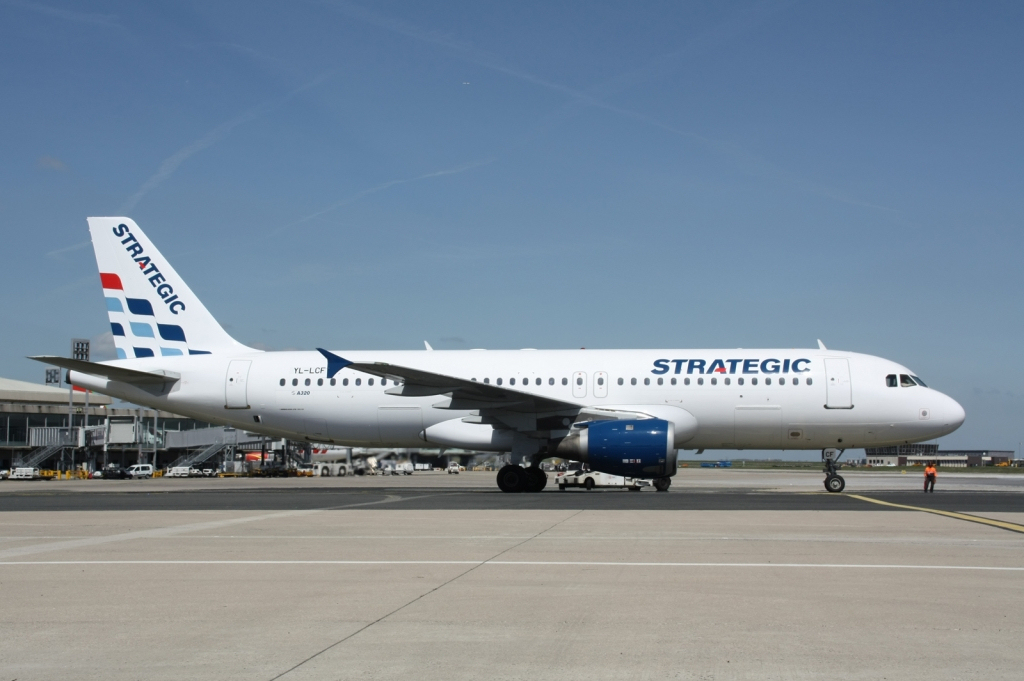
Strategic Airlines Airbus_A320
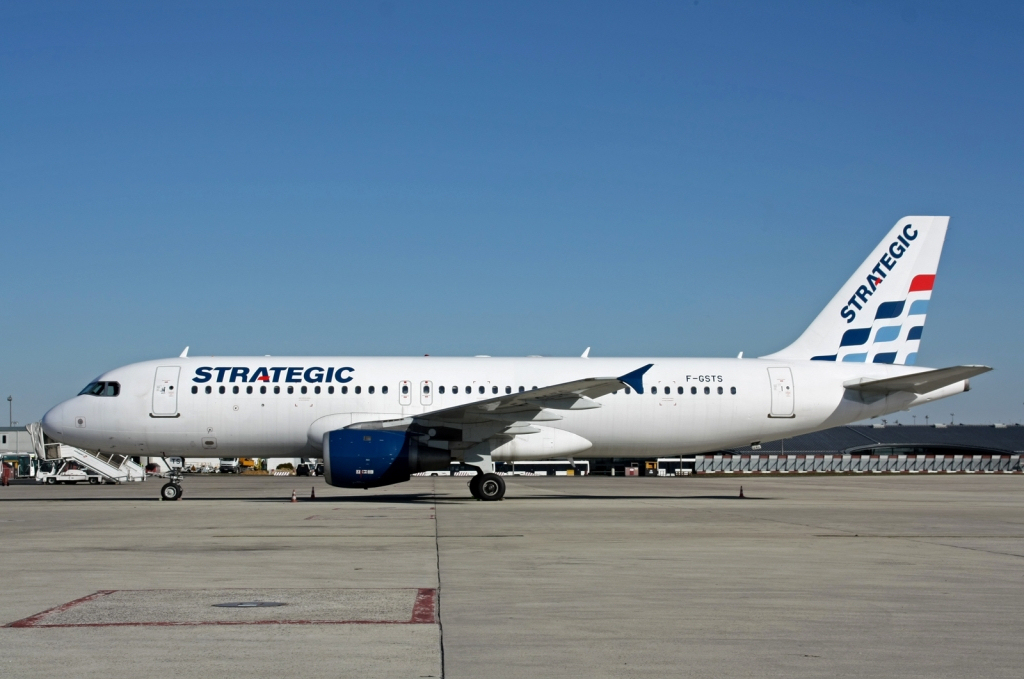
Strategic Airlines Airbus_A320
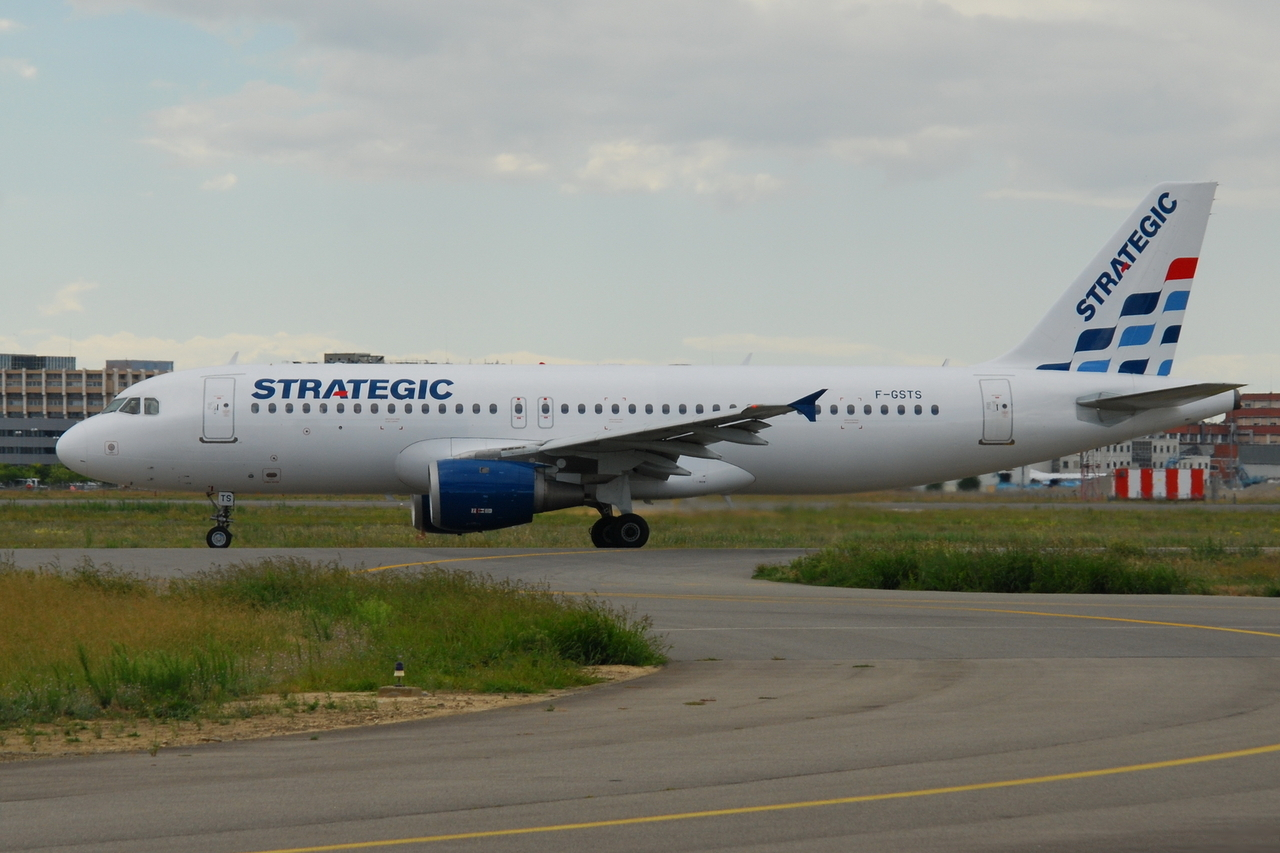
Airbus A320-200 Strategic Airlines F-GSTS